# Félix Fénéon
Félix Fénéon, francoski umetnostni kritik in anarhist, * 1861, † 1944.
Fénéon je leta 1886 skoval izraz neoimpresionizem.